# Усиченко, Григорий Прохорович
Григорий Прохорович Усиченко (28 сентября 1922 — 6 мая 1996) — разведчик 376-й отдельной разведывательной роты 211-й стрелковой дивизии 38-й армии 4-го Украинского фронта; 1-й гвардейской армии, ефрейтор.

## Биография
Родился 28 сентября 1922 года в селе Карыж ныне Глушковского района Курской области в семье рабочего. Русский. Член ВКП/КПСС с 1945 года. Образование неполное среднее. Работал в колхозе.
В Красной Армии с июня 1941 года. Участник Великой Отечественной войны с августа 1941 года. Сражался на Брянском, Центральном и 4-м Украинском фронтах.
Разведчик 376-й отдельной разведывательной роты ефрейтор Григорий Усиченко в составе группы 23 января 1945 года близ населенного пункта Пятково в районе города Бельско-Бяла захватил «языка», взорвал дзот вместе с расчетом. Был представлен к награждению орденом Славы.
В составе группы разведчиков 4 февраля 1945 года проник в тыл врага возле населенного пункта Микушовцы. В результате длительного наблюдения на участке шоссейной дороги Бельско — Скочув были установлены районы сосредоточения танков и огневых средств противника и месторасположение крупного штаба. Приказом по 211-й стрелковой дивизии от 19 февраля 1945 года «за образцовое выполнение заданий командования в боях с немецко-фашистскими захватчиками» Усиченко Григорий Прохорович награждён орденом Славы 3-й степени. Приказом от 19 февраля 1945 года «за образцовое выполнение заданий командования в боях с немецко-фашистскими захватчиками» Усиченко Григорий Прохорович награждён орденом Славы 3-й степени повторно.
21 марта 1945 года в составе группы поиска находился в тылу врага в районе населенного пункта Зебжидовице, где в схватке с противником истребил пять солдат. Разведчики добыли ценные сведения о скоплении живой силы и боевой техники врага, обнаружили замаскированные зенитные огневые средства и полевой аэродром. Эти данные были своевременно переданы в штаб дивизии. Приказом по войскам 1-й гвардейской армии от 23 апреля 1945 года «за образцовое выполнение заданий командования в боях с немецко-фашистскими захватчиками» Усиченко Григорий Прохорович награждён орденом Славы 2-й степени.
После 9 мая подразделения 211-й стрелковой дивизии ещё двое суток вели боевые действия по разгрому немецкой группировки генерала Шернера. Война для разведчика Усиченка закончилась 11 мая 1945 года.
В 1946 году старший сержант Г. П. Усиченко демобилизован из рядов Красной Армии. С 1952 года жил в городе Челябинске.
Указом Президиума Верховного Совета СССР от 26 декабря 1967 года в порядке перенаграждения Усиченко Григорий Прохорович награждён орденом Славы 1-й степени, став полным кавалером ордена Славы.
Работал бригадиром бетонщиков в тресте «Челябметаллургстрой». Лично принимал участие в строительстве многих объектов ЧМЗ и Металлургического района: доменной печи № 5, прокатного стана «2300», коксовых батарей № 6, 7, 8, кислородно-конвертерного цеха, объектов электродного завода и других.
Скончался 6 мая 1996 года. Похоронен в Челябинске.
Награждён орденом Отечественной войны 1-й степени, двумя орденами Красной Звезды, орденом Октябрьской Революции, орденами Славы 3-х степеней, медалями.